# Ideocaira
Ideocaira là một chi nhện trong họ Araneidae.